# 工藤遥
工藤 遥（くどう はるか、1999年10月27日 - ）は、日本の女優。ハロー!プロジェクトの女性アイドルグループモーニング娘。の元メンバー（10期）。埼玉県出身。ハロプロエッグ出身。元ジャストプロ所属（元アップフロントクリエイトと業務提携）。

## 略歴
- 幼稚園の年少組に所属していたころ、発表会で「モーニング娘。のひょっこりひょうたん島」を披露した[5]。そのことがきっかけとなり、モーニング娘。の曲を聴くようになった[5]。
- 2010年1月ごろ、ハロプロエッグに加入[6]。
- 2010年3月27日、『2010 ハロー!プロジェクト新人公演 3月 〜横浜GOLD!〜』にて、ハロプロエッグの新メンバーとして紹介された[7]。ハロプロエッグを志望した理由は、アイドルに憧れてテレビに出たいと思っており、モーニング娘。が好きだったからである[8]。
- 2010年5月1日、『ハロー!プロジェクト プレゼンツ〜ハロ☆フェス in お台場グルメPARK〜』にて、ステージ上でパフォーマンスを初披露[7][9]。
- 2010年8月 - 12月に行われた『モーニング娘。9期メンバーオーディション』にハロプロエッグから参加するが、落選[10]。この時は、悔しい思いをしたという[10]。
- 2011年、約6,000人が応募した『モーニング娘。10期メンバー『元気印』オーディション』に参加[11]。同オーディションの合宿審査ではダンスで他の未経験者より上だったが、ここで満足したら合格できないと思い、自分に甘くならないように注意した[10]。
- 2011年9月11日、『ハロプロ エッグ 2011 発表会〜9月の生タマゴShow!〜』に参加したが[12]、これは結果的に工藤にとってハロプロエッグとしての最後の公演となった[13]。
- 2011年9月29日、日本武道館で行われた『コンサートツアー2011秋 愛BELIEVE〜高橋愛 卒業記念スペシャル〜』にて、上記オーディションに合格し、モーニング娘。10期メンバーに選ばれたことが発表された[11]。つんく♂は10期合格者発表後、工藤の選考理由を「エッグで学んで来た経験と、歌手とモーニング娘。への強いこだわり。」[14]と語った。なお年齢が11歳11か月だったため、モーニング娘。史上最年少記録での加入となった。
- 2012年9月10日、モーニング娘。10期メンバーによる『モーニング娘。天気組オフィシャルブログ』を開設[15]。
- 2013年4月8日、この日発売された『ビッグコミックスピリッツ』2013年19号にて初めて単独で表紙巻頭グラビアを飾った。同誌表紙巻頭グラビアに13歳での登場は、堀北真希が2003年に14歳で登場した最年少記録の更新となった[16]。
- 2015年8月19日、この日リリースされたモーニング娘。59枚目のトリプルA面シングル『Oh my wish!/スカッとMy Heart/今すぐ飛び込む勇気』の中の「Oh my wish!」で鈴木香音と共に自身初のセンターを務めた。
- 2017年4月29日、同年秋ツアーにてモーニング娘。およびハロー!プロジェクトを卒業することを発表。その後は、女優の道を目指す方向を示した[17]。
- 2017年12月8日、M-line clubへの加入が発表された[18]。
- 2017年12月11日、日本武道館で行われた『モーニング娘。誕生20周年記念コンサートツアー2017秋〜We are MORNING MUSUME。〜工藤遥卒業スペシャル』をもってモーニング娘。およびハロー!プロジェクトを卒業[19][20]。全国36公演の千秋楽に行なわれた本公演は、約12,000人という武道館目一杯の観客を動員し、モーニング娘。メンバーの武道館での卒業公演としては歴代最高の動員数となった。同時に国内・海外含む39箇所でのライブビューイングでも武道館とほぼ同数の約12,000人が集まったことから彼女の人気の高さがうかがえた。
- 2018年1月12日、『工藤遥オフィシャルブログ「ハルカメラ」』を開設[21]。
- 2018年2月1日、所属事務所をアップフロントプロモーションから系列事務所のジェイピィールームへ移籍し、同時にInstagramを開始[22]。
- 2018年2月より、『スーパー戦隊シリーズ』第42作『快盗戦隊ルパンレンジャーVS警察戦隊パトレンジャー』にて、早見初美花 / ルパンイエロー 役で出演。
- 2018年8月1日、Twitterを開始[23]。
- 2020年7月、所属事務所のジェイピィールームがジャストプロと業務提携し、ジャストプロとの提携タレントになった[1]。
- 2023年1月1日、所属事務所をジャストプロへ移籍し、新たに元事務所の系列事務所であるアップフロントクリエイトと業務提携を開始。
- 2023年7月9日、Threadsを開始[24]。
- 2025年3月5日、同月31日付けで所属事務所のジャストプロを退所することを発表[25][26]。芸能活動は継続する。

## 人物
- 愛称は、くどぅー、どぅー[27]、ハルちゃん[28]。イメージカラーはオレンジ[2]。
- 血液型A型[4]。身長162 cm。
- 弟が2人いる（2歳下と5歳下）[29]。
- 弟が『魔法使いの嫁』のファンで、工藤が「舞台魔法使いの嫁」をやる際に「くれぐれも原作の質を落とすようなことはしないように」とアドバイスを受けていた[30]。
- ハスキーボイスで髪をショートカットにしていたことからボーイッシュと言われ[31]、自ら「工藤少年」と称していたが[32]、演劇女子部 ミュージカル「LILIUM-リリウム 少女純潔歌劇-」でのファルス役を経てからは自他ともに認めるイケメンキャラが定着した[33]。
- 工藤の母親は当初、モーニング娘。の加入に反対していたものの、父親が母親を説得し、加入を認めさせた。
- しっかり者で、モーニング娘。では率先して楽屋を片付けたり[33][34]、常に身の回りをきれいにしていた[35]。
- 小学生時代に水泳を習っていたことから、特技と好きなスポーツはともに水泳[27]。
- モーニング娘。10期メンバーの中では唯一のハロプロエッグ出身者[36]。
- ハロプロエッグでの最初のコンサートはダンスで失敗することが多かったが、レッスンを続けるうちにダンスが上達し、叱られることが減っていった[8]。また、高い音が出るようになり、ダンスを長い時間練習するおかげで体力もついた[8]。
- 11歳11か月でのモーニング娘。への加入は最年少記録[37]。
- モーニング娘。では最年少（2011年9月 - 2014年9月当時）ながらコメント能力が高く、「10期の中では一番しっかりしてる」と吉田豪に評価され、本人もそれを認めている[38]。
- モーニング娘。加入当初は先輩で年上の9期メンバーにタメ口で話したり[39]、仕切りたがりで強気なことばかり言っていたが、その1、2年を振り返って自ら黒歴史と呼んでいる[33]。
- 憧れの先輩は新垣里沙、田中れいな、℃-uteの岡井千聖[10]。目標の先輩は吉澤ひとみ、田中れいな[40]。
- Juice=Juiceの高木紗友希とはハロプロエッグのときから仲良し[41]。彼女曰く、かわいがってくれたお姉ちゃんのような存在でもあるという[42]。
- モーニング娘。10期メンバーについて、「今は同期としか見えてないけど、卒業したら友達になるのかな」と言いながら、飯窪春菜はお姉ちゃん、石田亜佑美は仲間、佐藤優樹は相方だと評している[43]。
- 10期メンバーの飯窪春菜と12期メンバーの尾形春水との3人で、AAA（トリプルエー）[注 1]という非公式ユニットを結成していた[44]。
- 13期メンバー（加賀楓、横山玲奈）の教育係を務めた[45]。
- 幼少のころから『スーパー戦隊シリーズ』が大好きで、特に「青」に憧れており、13歳のときに『Hello! Project 誕生15周年記念ライブ 2013 冬』の映像コーナー「つん倶楽部II」で「変身ベルトとかもいっぱい持ってて」「戦隊ヒーローになりたい」「変身したい」と語ったところ、共演していた真野恵里菜から「でも5年後とか出てるかもしれなくない?」と言われ[46]、ちょうど5年後にその夢を『ルパンレンジャーVSパトレンジャー』で叶えることとなった[47][48]。同作品では、モーニング娘。時代とは一転して可愛らしいキャラクターを演じるため、ハスキーボイスを役柄に合わせるのが課題であったと述べている[49]。
- 『ルパンレンジャー』では、工藤のリクエストによりアルパカとヒヨコの怪人が登場した[50]。特に後者は、工藤のモーニング娘。時代のデビュー曲「ピョコピョコ ウルトラ」に因んだものである[50]。そのほか、第17話での花の色はモーニング娘。時代の工藤のイメージカラーを、第46話でのヒヨコの被り物も「ピョコピョコ ウルトラ」の衣裳をそれぞれオマージュしている[49]。
- 12期メンバーの羽賀朱音から大変敬愛されており[51]、同10期メンバーの石田亜佑美やつばきファクトリーのサブリーダーの小片リサと共に工藤や羽賀の実家にお泊り会やホームパーティーなどをする程の仲である[52][53][54]。
- BEYOOOOONDSの前田こころの兄（俳優の前田拳太郎）とは幼なじみであり、家族ぐるみで仲がいい[55]。
- ハロプロ内でも筋金入りのラブライバー[注 2]である（推しのμ'sメンバーは星空凛）[56]。
- ゴスペラーズの大ファンであり、ファンクラブにも加入している。TOKYO FMの『TOKYO SPEAKEASY』では、推しである北山陽一との対談が実現した。

## 作品

### 映像作品
- 空間ゼリー『今がいつかになる前に』（2011年2月）[57]
- Greeting 〜工藤遥〜（2012年6月29日、UP-FRONT WORKS） - e-Hello!シリーズ（e-LineUP!期間限定販売）、UFBW-2060[58][59]
- HARUKA（2012年11月7日、zetima / UP-FRONT WORKS） - EPBE-5452[60]
- 遥 -thirteen-（2013年5月16日、UP-FRONT WORKS） - e-Hello!シリーズ（e-LineUP!期間限定販売）、UFBW-2083[61]
- Simple（2014年10月22日、zetima / UP-FRONT WORKS） - EPBE-5499[62]
- 春夏-Haruka-（2016年7月6日、zetima / UP-FRONT WORKS） - EPXE-5081[63]
- Do The Vacation（2017年11月22日、zetima / UP-FRONT WORKS） - EPXE-5125[64]

### 配信楽曲
- Miss変換 !! / 工藤遥&佐藤優樹(モーニング娘。'17)（2017年5月19日、UP-FRONT WORKS）[65]

### キャラクターソング
- 快盗戦隊ルパンレンジャーVS警察戦隊パトレンジャー VSキャラクターソングアルバム（2018年12月26日、日本コロムビア） - COCX-40604
  - ルパンイエロー / 早見初美花（工藤遥）「Dear My Friends」

## 出演

### コンサート
- 2010 ハロー!プロジェクト新人公演 3月 〜横浜GOLD!〜（2010年3月27日 横浜BLITZ）
- 2010 ハロー!プロジェクト新人公演 6月 〜横浜HOP!〜（2010年6月5日 横浜BLITZ）[66]
- 2010 ハロー!プロジェクト新人公演 9月 〜横浜STEP!〜（2010年9月5日 横浜BLITZ）[67]
- 2010 ハロー!プロジェクト新人公演 11月 〜横浜JUMP!〜（2010年11月28日 横浜BLITZ）[68]
- ハロプロ エッグ 2011 発表会〜9月の生タマゴShow!〜（2011年9月11日 横浜BLITZ）[12][69]
- モーニング娘。コンサートツアー2011秋 愛BELIEVE〜高橋愛 卒業記念スペシャル〜（2011年9月29日・30日）[70]
- モーニング娘。としての活動期間2011年9月29日当時小学6年生11歳〜2017年12月11日当時高校3年生17歳までの約6年(2266日)、その間に行われた全てのコンサートツアーに参加している。
- Hello! Project 2020 Winter HELLO! PROJECT IS [　　　　　] 〜side A〜/〜side B〜（2020年1月11日・12日・18日・19日） - MCアシスタント[71]
- 工藤遥 LIVE 2020 “New Face!”（2020年2月8日、名古屋クラブクアトロ / 2月22日、Zepp Osaka Bayside）
- M-line Special 2021〜Make a Wish!〜（2021年2月6日、なんばHatch / 2月13日・14日、中野サンプラザ）
- KUDO HARUKA LIVE2024「stuffin」（2024年3月20日、横浜ランドマークホール）
- KUDO HARUKA LIVE 2025 「PETRICHOR」（2025年2月16日、I'M A SHOW）

### 舞台・ミュージカル
- 2010年秋季エッグ研修発表会〜女優宣言〜（2010年10月2日、時事通信ホール）[72]
- 空間ゼリー vol.12「今がいつかになる前に」（2010年10月30日 - 11月7日、池袋シアターグリーン BIG TREE THEATER）[73] - 樋口叶多 役
- リボーン〜命のオーディション〜（2011年10月8日 - 17日、全労済ホール/スペース・ゼロ） - レオナルド・ダ・ヴィンチ 役[74]
- 大人の麦茶第十八杯目公演「1974(イクナヨ)」（2011年12月14日 - 18日、紀伊國屋サザンシアター）[74]
- ステーシーズ 少女再殺歌劇（2012年6月6日 - 12日、全労済ホール/スペース・ゼロ） - ドリュー 役
- 大人の麦茶×ゲキハロ「ごがくゆう」（2013年6月12日 - 23日、紀伊國屋サザンシアター / シアターBRAVA!）[75]
- 演劇女子部 ミュージカル「LILIUM-リリウム 少女純潔歌劇-」（2014年6月5日 - 15日、サンシャイン劇場 / 20日・21日、森ノ宮ピロティホール） - ファルス 役
- 演劇女子部 ミュージカル「TRIANGLE-トライアングル-」（2015年6月18日 - 28日、サンシャイン劇場） - アサダ 役
- 演劇女子部「続・11人いる!東の地平・西の永遠」（2016年6月11日・12日、京都劇場 / 16日 - 26日、サンシャイン劇場） - フロル（イースト公演）、タダ（ウェスト公演） 役
- JKニンジャガールズ（2017年2月23日、全労済ホール/スペース・ゼロ） - 日替わりゲスト[76]
- 演劇女子部「ファラオの墓」（2017年6月2日 - 11日、サンシャイン劇場） - サリオキス（太陽の神殿編）、スネフェル（砂漠の月編） 役
- 朗読劇「いつもポケットにショパン」（2019年6月14日・15日） - 須江麻子 役
- 魔法使いの嫁（2019年10月5日 - 14日、あうるすぽっと） - 羽鳥チセ 役[77]
- 魔法使いの嫁〜老いた竜と猫の国〜（2020年10月17日 - 25日、紀伊國屋ホール / 11月7日・8日、サンケイホールブリーゼ） - 羽鳥チセ 役
- 少年社中 リーディング上演「パラノイア★サーカス」（2020年12月19日、ニコニコ生放送）
- SOULFUL SOUL（2021年10月28日 - 31日、シアターグリーン BASE THEATER） - 智子 役[78]
- オールナイトニッポン55周年記念公演「あの夜を覚えてる」（2022年3月20日・27日、オンライン劇場「ZA」）- 相原萌花 役

### イベント
- ハロー!プロジェクトプレゼンツ 〜ハロ☆フェス in お台場グルメPARK〜（2010年5月1日 - 3日、お台場グルメPARK内特設ステージ）[9]
- 汐留博覧会2010（2010年8月12日、汐留AX）[79]
- 「がんばろうニッポン 愛は勝つ」プロジェクト（2011年4月9日、山下公園 他）[80]
- 「One Love Life Live」音楽&お笑いライブ（2011年5月3日 - 5日、フジテレビ1階広場特設ステージ）[81]
- ハロプロ エッグ 汐留AXイベント（2011年6月19日[注 3]、汐留AX）[83]
- ハロプロ エッグ 夏期休暇前スペシャル!〜新人さん!?、いらっしゃ〜い!〜（2011年7月12日・14日、パシフィックヘブン）[84]
- 汐博「汐留☆アイドルカーニバル!2011 in SHIODOME-AX」ハロプロ エッグ新メンを迎えて〜夏期休暇中デラAX!〜（2011年8月11日・18日、汐留AX）[85][86]
- モーニング娘。10期メンバー お披露目握手会イベント（2011年11月26日、大阪・アリオ鳳1階屋外イベント広場 / 名古屋・今池ガスホール、10期だけによるライブ&MC）[87][88]
- モーニング娘。10期お披露目イベント（2011年12月25日、横浜BLITZ、共演：新垣里沙）[89]
- 譜久村聖&工藤遥バースデーイベント2013（2013年10月30日）
- モーニング娘。'14工藤遥バースデーイベント2014（2014年10月27日）
- モーニング娘。'15 譜久村聖&工藤遥バースデーイベント〜ふくどぅーBirthday Party!〜（2015年10月27日・30日）
- モーニング娘。'16 工藤遥バースデーイベント（2016年10月27日）
- モーニング娘。'17 工藤遥バースデーイベント（2017年10月27日、共演兼ゲスト：譜久村聖・羽賀朱音）
- Morning Days Happy Holiday 10期メンバー 飯窪春菜・石田亜佑美・佐藤優樹・工藤遥 ファンクラブツアー in 山梨（2017年11月8日・9日）
- モーニング娘。'17 工藤遥 ソロスペシャルライブ（2017年12月9日、共演者兼ゲスト：飯窪春菜・尾形春水）
- 吉川警察署「110番の日」広報キャンペーン（2019年1月10日）
- 工藤遥FCイベント 〜まるごと全部お祝いしちゃえ!〜（2019年2月21日）
- 工藤遥ファンクラブツアーin長野 HARU COUNT DOWN 19→20 （2019年10月26日・27日）
- 工藤遥バースデーイベント（2020年10月27日、ゲスト：石田亜佑美・佐藤優樹）

### テレビドラマ
- 数学♥女子学園（2012年1月11日 - 3月28日、日本テレビ） - 宮下のあ 役
- オトナヘノベル（2015年9月3日、NHK教育） - 上原彩夏 役[90]
- 快盗戦隊ルパンレンジャーVS警察戦隊パトレンジャー（2018年2月11日 - 2019年2月10日、テレビ朝日） - 早見初美花 / ルパンイエロー 役[91]
- 年下彼氏 第18話「あの頃から好きでした」（2020年6月7日、ABCテレビ） - 小倉真琴 役
- 遺留捜査 第6シリーズ 第4話（2021年2月4日、テレビ朝日） - 小川深春 役[92]
- 来世ではちゃんとします2 第2話（2021年8月19日、テレビ東京） - 楠あやか 役[93]
- 東京放置食堂 第7話（2021年10月28日、テレビ東京） - 日高真琴 役[94]
- 雨の日（2021年11月3日、NHK総合） - 芹澤あおい 役[95]
- あせとせっけん（2022年2月3日 - 3月31日、MBS・テレビ神奈川他） - 一瀬こりす 役[96]
- 村井の恋 第5話（2022年5月4日、TBS） - 古谷雪 役
- ダブル（2022年6月4日 - 8月6日、WOWOW） - 今切愛姫 役[97]
- 警視庁・捜査一課長 season6 最終話（2022年6月16日、テレビ朝日） - 秋野胡桃 役
- ロマンス暴風域（2022年7月6日 - 8月3日、MBS・TBS） - せりか 役[98]
- ブラザー・トラップ（2023年1月25日 - 3月22日、TBS） - 藤宮遥 役[99]
- 福岡恋愛白書18「春のおとなりさん」（2023年3月17日、九州朝日放送） - 千尋 役[100]
- 特捜9 season6 第7話（2023年5月17日、テレビ朝日） - 関口萌絵 役[101]
- テイオーの長い休日 第2話 （2023年6月10日、東海テレビ・フジテレビ系） -  柏木美遊 役[102]
- なれの果ての僕ら（2023年6月28日 - 、テレビ東京） - 石井礼夏 役[103]
- around1/4 アラウンド・クォーター（2023年7月9日 - 9月24日、ABCテレビ） - ヒロイン・橋本明日美 役[104]
- 仮面ライダーギーツ 第45話（2023年7月23日、テレビ朝日） - メロ 役
- 沼オトコと沼落ちオンナのmidnight call 〜寝不足の原因は自分にある。〜 第2話「不器用沼」（2023年9月7日、テレビ東京） - 水元若葉 役[105][106][107]
- 夫を社会的に抹殺する5つの方法 Season2（2024年1月10日 - 3月27日、テレビ東京） - 清水香奈子 役[108]
- アクターズ・ショート・フィルム4「ハルモニア」（2024年3月8日、WOWOW）[109]
- 95（2024年4月8日 - 6月10日、テレビ東京） - 甲原恵理子 役[110]
- 白暮のクロニクル（2024年、WOWOW） - 鈴川なえ 役[111]
- ビリオン×スクール 第7話（2024年8月16日、フジテレビ） - 馬嶋沙里奈 役[112]
- 3000万（2024年10月5日 - 11月23日、NHK総合・NHK BSプレミアム4K） - 橋本舞 役[113]
- 若草物語-恋する姉妹と恋せぬ私- 第3話 -（2024年10月20日 - 、日本テレビ） - 花村紗枝 役[114]
- D&D〜医者と刑事の捜査線〜 第2話 - 最終話（2024年10月25日 - 11月29日、テレビ東京） - 弓削さやか 役[115]
- いきなり婚（2025年1月8日 - 3月26日、日本テレビ） - 八木優花 役[116]
- 御上先生 第7話（2025年3月2日、TBS） - 津吹麻衣 役[117]
- こんばんは、朝山家です。（2025年7月6日 - 、ABCテレビ・テレビ朝日） - 小向佐知 役[118]

### ラジオドラマ
- FMシアター（NHK-FM）
  - 『卒母奮闘記』（2023年11月25日） - 主演・志田凛 役[119]
- 青春アドベンチャー（NHK-FM）
  - 『謙信サマは今日も気まぐれ』（2025年5月12日 - 23日） - 主演・富香 役[120]

### 配信ドラマ
- ようこそ東映殺影所へ（2021年8月13日、Xstream46） - メイ 役[121]
- 来来来世でもちゃんとします 第5.5話（2021年9月1日、Paravi） - 楠あやか 役[122]
- 夫を社会的に抹殺する5つの方法 Season2 エピソード0 第4話・第6話（2024年2月28日・3月20日、TVer）- 清水香奈子 役

### 映画
- スーパー戦隊シリーズ（東映） - 早見初美花 / ルパンイエロー 役
  - 快盗戦隊ルパンレンジャーVS警察戦隊パトレンジャー en film（2018年8月4日公開）
  - 劇場版 騎士竜戦隊リュウソウジャーVSルパンレンジャーVSパトレンジャー（2020年2月8日公開）[123]
- のぼる小寺さん（2020年7月3日公開、ビターズ・エンド） - 主演・小寺 役[124]
- 461個のおべんとう（2020年11月6日公開、東映） - 柏木礼奈 役[125]
- 大コメ騒動（2021年1月8日公開、ラビットハウス / エレファントハウス） - 池田雪 役[126]
- 樹海村（2021年2月5日公開、東映） - 片瀬美優 役[127]
- ツーアウトフルベース（2022年3月25日公開、東映） - 早紀 役[128]
- 逃げきれた夢（2023年6月9日公開、キノフィルムズ） - 末永由真 役[129]
- 君は放課後インソムニア（2023年6月23日公開、ポニーキャニオン） - 曲早矢 役[130]
- 映画 仮面ライダーギーツ 4人のエースと黒狐（2023年7月28日公開、東映） - メロ 役[131]
- この夏の星を見る（2025年7月4日公開、東映） - 飯塚花楓 役[132]

### オリジナルビデオ
- ルパンレンジャーVSパトレンジャーVSキュウレンジャー（2019年8月21日発売、東映ビデオ） - 早見初美花 / ルパンイエロー 役

### バラエティ
- ハロプロ!TIME（2011年9月 - 2012年5月）
- BOOKSTAND.TV（2020年4月 - 2025年3月、BS12 トゥエルビ） - ナレーション
- あそばにゃそんそん（2025年4月19日 - 、ABCテレビ） - ドラマパート[133]

### ラジオ
- モーニング娘。のモーニング女学院〜放課後ミーティング〜（2012年4月7日 - 2017年12月9日、ラジオ日本）
- MBSヤングタウン土曜日（2016年1月9日 - 2017年12月9日、MBSラジオ） - アシスタント
  - ハロー!プロジェクトOGのMBSヤングタウン（2020年2月1日） - 飯窪春菜・中島早貴・宮崎由加と共演[134]
  - モーニング娘。25周年スペシャル 高橋愛、飯窪春菜、工藤遥のMBSヤングタウン（2022年12月31日） - 高橋愛・飯窪春菜と共演[135]
- HELLO! DRIVE! -ハロドラ-（2017年10月5日 - 2019年6月27日、Radio NEO） - 木曜日担当[136]
- 若月佑美と工藤遥のMBSヤングタウン（2021年10月4日 - 2023年9月25日、MBSラジオ） - 若月佑美と共演[137]

### ネット配信
- モーニング娘。10期メンバー緊急生配信! 〜さよならチョコレート〜 チョコレート色卒業スペシャル（2012年7月30日、Ustream）
- ゲスト、まぁちゃん。[注 4]（2012年8月13日、Ustream）
- 工藤遥オンラインイベント ハルトク!（2020年10月3日、Streaming+）
- 工藤遥オンラインイベント 今日休みなんで、ちょっと喋ってみます。（2021年4月18日、Streaming+）

### PV
- moon drop「愛の縫目」（2023年1月9日）[138]

### CM・広告
- ガシー・レンカー・ジャパン「プロアクティブ+」（ウェブ広告：2016年3月7日 - 2017年10月31日 / テレビCM：2016年10月1日 - 2017年10月31日）[139]
- キリンビバレッジ 午後の紅茶「わたしらしいって、最強だ。夏」篇（テレビCM：2019年7月11日 - ）[140]

### ゲーム
- スーパー戦隊データカードダス 快盗戦隊ルパンレンジャーVS警察戦隊パトレンジャー（2018年2月、バンダイ） - 早見初美花 / ルパンイエロー 役
- Nintendo Switch なりキッズパーク 快盗戦隊ルパンレンジャーVS警察戦隊パトレンジャー（2018年11月21日、バンダイナムコエンターテインメント） - 早見初美花 / ルパンイエロー 役

## 書籍

### 写真集
1. Do（2012年10月27日、ワニブックス、撮影：熊谷貫）ISBN 978-4-8470-4503-5[141]
2. あした天気になーれ!（2014年9月27日、ワニブックス、撮影：中山雅文）ISBN 978-4-8470-4686-5
3. ハルカゼ（2016年2月27日、ワニブックス、撮影：大江麻貴）ISBN 978-4-8470-4822-7[142]
4. Kudo Haruka（2017年10月27日、ワニブックス、撮影：本多晃子）ISBN 978-4-8470-4961-3[143]
5. ハルカメラ（2018年4月11日、オデッセー出版 / ワニブックス、撮影：工藤遥）ISBN 978-4-8470-8112-5
6. Lively（2020年3月27日、ワニブックス、撮影：大江麻貴）ISBN 978-4-8470-8276-4[144]

### パーソナルブック
- 工藤遥パーソナルブック『Haruka』（2019年4月27日、ワニブックス）ISBN 978-4-8470-8209-2[145]

### 雑誌連載
- Top Yell「まーちゃん&くどぅーのハロプロ“先輩”探訪団」[注 5]（2012年6月6日 - 2014年2月6日[146]、竹書房）

### 単行本
- まーちゃんくどぅーのハロプロ先輩探訪団（2014年10月16日、竹書房[147]）ISBN 978-4-8019-0026-4

## 所属グループ・ユニット
- モーニング娘。（2011年 - 2017年）
  - モーニング娘。天気組（2012年）[注 6]
  - モーニング娘。20th（2017年）[注 7]
- スペシャルユニット
  - リボーンイレブン（2011年）
- シャッフルユニット
  - ハロー!プロジェクト モベキマス（2011年、モーニング娘。加入後合流）
- 企画ユニット
  - トリプレット（2014年）